# Canton (Texas)
Canton és una ciutat i seu del Comtat de Van Zandt a l'estat de Texas. Segons el cens del 2000 tenia 5.100 habitants.

## Demografia
Segons el cens del 2003, Canton tenia 3.292 habitants. La densitat de població era de 244,9 habitants per km².
Per edats la població es repartia de la següent manera: un 21,4% tenia menys de 18 anys, un 7,7% entre 18 i 24, un 24,2% entre 25 i 44, un 20,7% de 45 a 60 i un 25,9% 65 anys o més.
L'edat mediana era de 42 anys. Per cada 100 dones de 18 o més anys hi havia 83,5 homes.
La renda mediana per habitatge era de 32.098 $ i la renda mediana per família de 42.500 $. Els homes tenien una renda mediana de 32.117 $ mentre que les dones 20.598 $. La renda per capita de la població era de 17.351 $. Aproximadament el 7,9% de les famílies i l'11,3% de la població estaven per davall del llindar de pobresa.

## Poblacions properes
El següent diagrama mostra les poblacions més properes.